# Matěj Pulkrab
Matěj Pulkrab (ur. 23 maja 1997 w Pradze) – czeski piłkarz, grający na pozycji napastnika. W sezonie 2021/2022 zawodnik Sparty Praga. W latach 2013–2018 młodzieżowy reprezentant kraju. 

## Kariera klubowa
Zaczynał karierę w FK Lety (2004–2007) i Sparcie Praga (2007–2015), do pierwszego zespołu przebił się w 2016 roku. Od razu (2 stycznia 2016 roku) został wypożyczony do Slovanu Liberec. W tym zespole zadebiutował 12 marca 2016 roku w meczu przeciwko 1. FK Příbram, wygranym 0:1, grając ostatnią minutę. Pierwszego gola strzelił 30 kwietnia w meczu przeciwko Zbrojovce Brno, wygranym 4:2. Do siatki trafił w 69. minucie. W tym okresie gry w Slovanie zagrał 7 meczów i strzelił 4 gole.
30 czerwca 2016 roku wrócił do Sparty. Niedługo później zadebiutował w pierwszej drużynie stołecznego zespołu. 21 sierpnia 2016 roku w meczu przeciwko FK Jablonec, wygranym 3:0, strzelił w debiucie gola. Do siatki trafił w 75. minucie. Pierwszą asystę zaliczył 29 października w meczu przeciwko 1.FK Pribram, wygranym 4:0. Asystował przy golu w 76. minucie. 
3 lipca 2017 roku znowu został wypożyczony do Slovana. Ponowny debiut w tym klubie zaliczył 30 lipca w meczu przeciwko Fastavowi Zlin, wygranym 1:0. W 84. minucie strzelił gola. Pierwszą asystę zaliczył 18 listopada w meczu przeciwko Banikowi Ostrawa, wygranym 2:1. Asystował przy golu w 3. minucie. Łącznie w tym okresie gry w Slovanie zagrał 26 meczów, strzelił 10 goli i raz asystował.
9 stycznia 2020 roku został wypożyczony do Bohemians 1905. Debiut w tym zespole zaliczył 16 lutego w meczu przeciwko Slavii Praga, wygranym 1:0, grając 77 minut. Pierwszego gola strzelił 7 marca w meczu przeciwko Fastavovi Zlin, wygranym 2:3. Do siatki trafiał w 16. i 65. minucie. Pierwszą asystę zaliczył 27 maja w meczu przeciwko FK Teplice, wygranym 4:0. Asystował przy golach w 12. i 21. minucie. Łącznie w tym okresie gry w tym klubie zagrał w 7 meczach, strzelił 5 goli i zaliczył 2 asysty.
31 lipca 2020 roku wrócił do Sparty, ale 30 września 2020 został znowu wypożyczony. Ponownie zadebiutował 8 listopada 2020 roku w meczu przeciwko MFK Karvina, przegranym 2:1, grając 5 minut. Łącznie na drugim wypożyczeniu zagrał 20 meczów, strzelił 5 goli i zanotował asystę.
30 czerwca 2021 roku wrócił do Sparty. 
Łącznie przez do 4 stycznia 2022 roku rozegrał w Sparcie 45 ligowych meczów, strzelił 14 goli i zanotował 3 asysty.

## Kariera reprezentacyjna
Zagrał 5 meczów, strzelił 3 gole i 2 razy asystował w kadrze U-17.
W reprezentacji U-19 zagrał 9 meczów, strzelił 4 gole i raz asystował.
W kadrze U-20 zagrał 6 meczów i strzelił 3 gole.
12 meczów i 2 gole – to są statystyki Matěja Pulkraba w reprezentacji U-21.